# 坦普爾 (喬治亞州)
坦普爾（英語：Temple）是一個位於美國喬治亞州卡洛爾縣和哈拉爾森縣的城市。

## 地理
坦普爾的座標為33°44′09″N 85°01′38″W / 33.73583°N 85.02722°W，而該地的平均海拔高度為357米（即1171英尺）。

## 人口
根據2010年美國人口普查的數據，坦普爾的面積為17.90平方千米，當中陸地面積為17.60平方千米，而水域面積為0.30平方千米。當地共有人口4228人，而人口密度為每平方千米236人。